# Shake It Up: Made In Japan
Shake It Up: Made In Japan (A Todo Ritmo: Hecho en Japón en Hispanoamérica) es considerado un especial de la serie original de Disney Channel, Shake It Up fue emitida en 2012 y en Latinoamérica en 2013, la historia se basa en Cece y Rocky que se pelean en esta aventura en Japón. Es la segunda vez que Zendaya y Bella Thorne trabajan juntas; la primera fue Frenemies.

## Sinopsis
A Todo Viaje
Todo comienza cuando Cece, Rocky, Gunther, Tinka, Gary, Flynn, Ty , Georgia y Henry viajan a Japón en un jet privado, días antes Cece lleva a Rocky con una doctora hipnotista que hipnotiza a Rocky (solo funciona cuando CeCe le toca el brazo y dice "Todos a Bordo") y para el viaje Rocky está lista, el sábado en el aeropuerto Cece y Rocky parten a Japón con sus familias, Tinka, Gunther y Gary. Al llegar Gary y el equipo van, mientras a Tinka y Gunther pierden sus maletas y un gerente les ofrece ropa nueva.
A Toda Pelea
Cece y Rocky van al programa y más tarde al ser mencionadas miembros honorarios, Rocky dice algo que molesta mucho al señor Watanabe que dijo que A Todo Ritmo no será parte del grupo, más tarde Gary habla con el señor Watanabe y el grupo regreso; pero con la condición de irse del programa. Más tarde CeCe y Rocky son echadas del apartamento y se hospedan en el lugar de una amiga de Georgia, más tarde todo se pone horrible cuando CeCe y Rocky ya no quieren ser más amigas.
A Toda Amistad
Cece y Rocky no quieren ser amigas otra vez por lo que pasó pero después se descubre que hay un virus que llamaron "El Virus de Cece y Rocky" y ya nadie quiere verlas en Japón, más tarde Tinka es deportada y Gunther no. Gunther llama a Rocky y CeCe por eso se pelean tanto y después se reconcilian justo cuando Tinka está a punto de ser deportada. Más tarde Rocky y CeCe cantan Made In Japan.

## Reparto y personajes
- Zendaya como Raquel "Rocky" Blue.
- Bella Thorne como Cecelia "CeCe" Jones.
- Davis Cleveland como Flynn Jones.
- Roshon Fegan como Ty Blue.
- Kenton Duty como Gunther Hessenheffer.
- Caroline Sunshine como Tinka Hessenheffer.
- Adam Irigoyen como Deuce Martínez.
- Keone Young como Sr. Watanabe.
- R. Brandon Johnson como Gary Wilde.
- Anita Barone como Georgia Jones.
- Buddy Handleson como Henry Dillon.
- Ally Maki como Keiko Ishizuka.
- Albert Kuo como Ichiro Watanabe.
- Amy Okuda como Hideko Watanabe.
- Dee Dee Rescher como Shelley Goldfeder.
- Karen Maruyama como Michi.

- Datos: Q3603017